# ダンバル・シャハ
ダンバル・シャハ（Dambar Shah, 生年不詳 - 1645年）は、ネパール、ゴルカ王国の第5代君主（在位：1633年 - 1645年）。第4代君主ラーム・シャハの息子。

## 生涯
1633年 、父ラーム・シャハが退位したことにより、王位を継承した。
1637年、パタン・マッラ朝がカトマンズ・マッラ朝のプラターパ・マッラに攻撃されると、パタンに援軍を送った。だが、ゴルカの援軍はカトマンズ軍に敗北した。
1645年、ダンバルは死亡し、息子のクリシュナ・シャハが王位を継承した。